# Skoszewo (województwo zachodniopomorskie)
Skoszewo (niem. Paulsdorf) – wieś w północno-zachodniej Polsce położona w województwie zachodniopomorskim, w powiecie kamieńskim, w gminie Wolin.
Według danych z 2021 roku wieś zamieszkiwały 166 osób. W miejscowości jest sklep spożywczy i warsztat samochodowy. Możliwe są noclegi pod namiotami, w kwaterach prywatnych oraz w wiejskiej świetlicy. Przystanek PKS znajduje się przy drodze wojewódzkiej nr 111 Recław – Stepnica.

## Położenie
Skoszewo położone jest w pobliżu wschodniego brzegu Zalewu Szczecińskiego, przy Zatoce Skoszewskiej, około 8 kilometrów od Wolina. Znajduje się niespełna 1,7 km od drogi wojewódzkiej nr 111 Recław – Stepnica (dojazd drogą gruntową). Graniczy z lasami Puszczy Goleniowskiej.

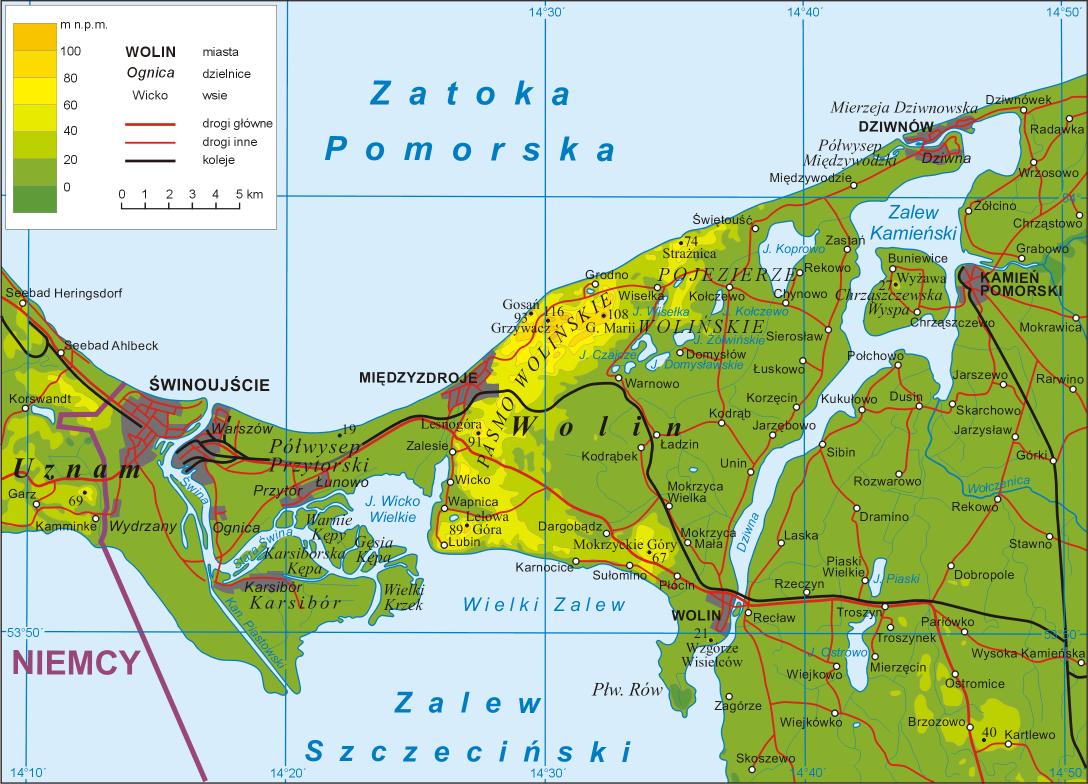
Mapa wyspy Wolin z widocznym Skoszewem

## Historia
Pierwsze ślady człowieka we wsi pochodzą z epoki neolitu. Najstarsza pisemna wzmianka o wsi pochodzi z roku 1299 i wymieniana jest wtedy jako Scussowe, a była własnością Ratislayusa de Pawelstorpe. Jego potomkowie (już pod nazwiskiem von Pauisdorf) władali wsią do połowy XIX wieku. Inne źródła podają, że pierwsze wzmianki o wsi pojawiły się w 1318 roku i wieś wymieniana jest jako Pawelstorb.
W roku 1303 zanotowano obecność rycerza Rattislava de Pawelstorb. Do połowy XIX wieku wieś była w posiadaniu rodu von Paulsdorf. W 1426 roku lenno Clawesa Pawelsdorf przeszło na jego syna, Clausa Pawelsdorfa, a w 1523 roku na Heinricha von Paulsdorf. W 1531 roku lenno przeszło na Heinricha von Paulsdorf. W XVIII wieku we wsi znajdowały się dwa majątki rycerskie. Po śmierci Ernsta Wilke von Paulsdorf, majątek A został przyznany majorowi Erdmannowi Joachimowi von Paulsdorf w 1747 roku w wyniku konkursu. W 1773 roku majątek ten został odkupiony przez porucznika Ernsta Friedericha von Paulsdorf, jedynego syna zmarłego Ernsta Wilkego von Paulsdorf. Majątek B, po śmierci Clausa Heinricha von Paulsdorf, przeszedł na jego syna, majora Erdmanna Joachima von Paulsdorf, a następnie na jego przyrodniego brata, majora Ernsta Heinricha von Paulsdorf. W 1747 roku część Skoszewa należała do Erdmanna Joachima von Paulsdorf. Brak informacji o rodzinie von Paulsdorf od roku1843. W 1870 roku oba majątki zostały scalone w jeden. W latach 1975–1998 miejscowość położona była w województwie szczecińskim.

### Edukacja
Dzieci ze Skoszewa uczęszczają do szkoły podstawowej w Koniewie.